# Dražanj
Dražanj (en serbe cyrillique : Дражањ) est une localité de Serbie située dans la municipalité de Grocka et sur le territoire de la Ville de Belgrade. Au recensement de 2011, elle comptait 1 441 habitants.

## Géographie

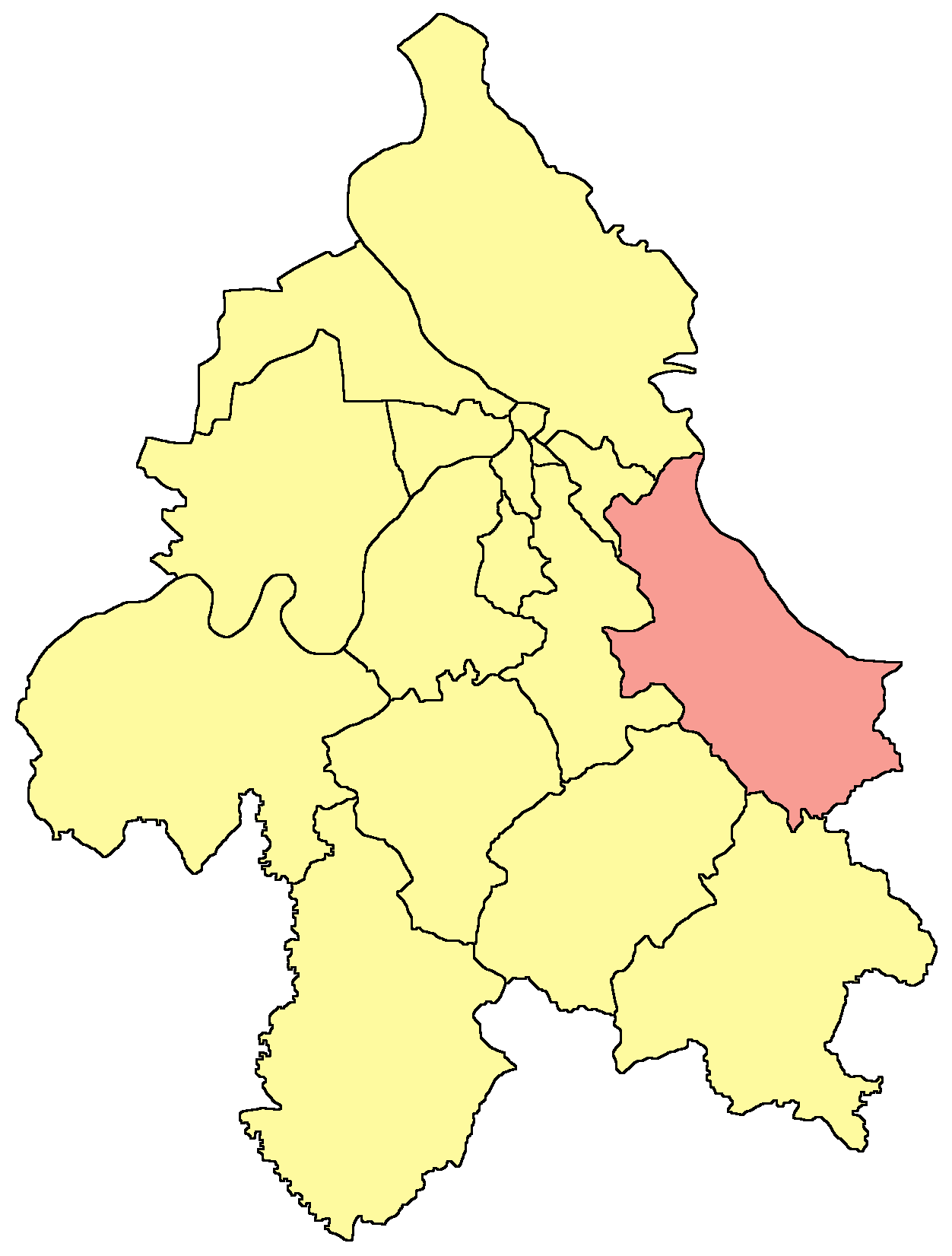
Localisation de la municipalité de Grocka dans la Ville de Belgrade

Dražanj, officiellement classée parmi les localités rurales (villages), se trouve à 37 km au sud-est de Belgrade dans région de la Šumadija, entre la micro-région de Podunavlje et les pentes nord-est du mont Kosmaj. La localité est également située sur les rives de la Ralja, tout près de la ligne ferroviaire et de l'autoroute Belgrade-Niš (route européenne E75).

## Histoire
Dražanj est mentionné pour la première fois au début du XIXe siècle ; en 1818, le village comptait 29 foyers, en 1822  34 et en 1846 48. Selon le recensement de 1921, la localité comptait 199 foyers et 1 320 habitants.
Une école y a ouvert ses portes en 1906.

## Démographie

### Évolution historique de la population
| 1948  | 1953  | 1961  | 1971  | 1981  | 1991  | 2002  | 2011  |
| ----- | ----- | ----- | ----- | ----- | ----- | ----- | ----- |
| 1 700 | 1 867 | 1 876 | 1 776 | 1 758 | 1 855 | 1 548 | 1 441 |

|  |

### Données de 2002
Pyramide des âges (2002)
En 2002, l'âge moyen de la population était de 39,4 ans pour les hommes et 41,6 ans pour les femmes.
Répartition de la population par nationalités (2002)
En 2002, les Serbes représentaient 94,12 % de la population et les Roms 4,39 %.

### Données de 2011
En 2011, l'âge moyen de la population était de 42 ans, 40,8 ans pour les hommes et 43,2 ans pour les femmes.

## Économie
L'économie de la localité est principalement liée à l'agriculture.